# Nom propre
Ne doit pas être confondu avec Nom propre (philosophie).
 (février 2009).
Si vous disposez d'ouvrages ou d'articles de référence ou si vous connaissez des sites web de qualité traitant du thème abordé ici, merci de compléter l'article en donnant les références utiles à sa vérifiabilité et en les liant à la section « Notes et références ».
 (janvier 2016).
Sa qualité peut être largement améliorée en utilisant un vocabulaire plus directement compréhensible.
En grammaire, on entend par nom propre une sous-catégorie de noms s'opposant au nom commun. 
- Un nom commun est un nom de substance non distincte de l'espèce (animée ou inanimée) à laquelle elle appartient. Il est pourvu d'une signification générale et d'une définition objective : un fleuve, un pays, une ville, une personne, un animal, un peuple, un dieu, un objet, un monument, une chanson, un roman, un film, une invention, un arbre…

- Un nom propre au contraire, désigne toute substance distincte de l'espèce à laquelle elle appartient. Il ne possède en conséquence aucune définition spécifique, sinon référentielle, et n'a de signification qu'en contexte, subjective, ou par des éléments de sa composition : Paris, Jules César, Louis XIV, Samson, Médor, Andersen, Apollon, Dieu, Au clair de la lune…

L'étude de l'étymologie, de la formation et de l'usage des noms propres, à travers les langues et les sociétés, est l'onomastique.

## Différentes variétés de noms propres
Un nom propre appartient donc « en propre » à un référent déterminé (une personne, un animal ou une chose), que ce référent, réel ou imaginaire, existe naturellement (un élément géographique par exemple) ou qu'il soit artificiellement créé par l'homme (une œuvre d'art, une œuvre littéraire, etc.). 
Chaque fois qu'on est en présence d'un choix individuel, il existe nécessairement une part d'arbitraire dans l'attribution d'un nom propre. Par exemple, en tant que propriétaire d'un chat, je peux donner à celui-ci le nom que je veux. Je peux choisir un nom dans la réserve des noms propres (Minet, Raminagrobis, Arthur, Lucienne, Jacques-Alexandre, Napoléon…) ; je peux en inventer un (Boubou…) ; je peux utiliser un nom commun ou un mot quelconque (Liseron, Bravo, Tabouret, Guimauve…). Si je demande à mon voisin de bien vouloir « nourrir le chat pendant mon absence », mon voisin peut légitimement penser que « le chat » est un nom commun désignant mon animal de compagnie. Mais si j'ai décidé d'appeler celui-ci « Le Chat », ce syntagme, au moyen d'une antonomase du nom commun, devient nom propre par ma seule volonté. Lorsque l'attribution n'est plus individuelle mais collective, on est en présence d'un véritable usage linguistique qu'il s'agit à présent de préciser. 

### Noms propres de personnes, de divinités ou d'animaux
- Les noms de personnes ou anthroponymes regroupent les noms de famille, les prénoms, les surnoms (diminutifs, sobriquets), les pseudonymes (pour quelqu'un qui écrit, on pourra aussi parler de nom de plume)… :

Dupont (nom de famille, « typiquement » français), Sylvain (prénom), Alex (diminutif d’Alexandre), Pantoufle (sobriquet attribué, par exemple, à une personne portant fréquemment ce genre de chaussure), Molière (pseudonyme de Jean-Baptiste Poquelin)…
- Les noms d’animaux peuvent être très variés :

Médor, Minette, Bucéphale, Roquépine…
- Les noms de divinités ou d'êtres surnaturels, également :

Dieu (des religions monothéistes), Jupiter, Belzébuth…

### Noms géographiques
D'ordinaire, un nom géographique (ou toponyme), est toujours un nom propre, que le référent soit façonné par l'homme ou par la nature.
- Toponyme façonné par l'homme : il peut s'agir d'un pays, d'un État, d'un découpage administratif quelconque, d'une ville, d'un village, d'un pont, d'une route, d'un lieu-dit, d'une rue, d'une place, etc. :

Brésil, Arizona, Bourgogne (région française), Nord (département français), Moscou, Domrémy (village natal de Jeanne d'Arc), etc.
- Toponyme façonné par la nature : il peut s'agir d'une étendue d'eau, d'un cours d'eau, d'une île, d'un continent, d'un relief, d'un élément géologique, d'un volcan, d'une « région naturelle », etc. :

La Méditerranée, le Danube, Madagascar, l'Australie, l'Europe, le Jura, l'Amazonie, le Sahara, le Deccan, etc.
Les points cardinaux (« nord », « sud », « est », « ouest », « midi », « centre », « occident », « orient », « couchant », « levant », ainsi que leurs composés — « nord-ouest »…) ne sont pas considérés comme des noms propres : 
Attention à ne pas perdre le nord. Marcher en direction du nord. Le côté nord d'un édifice.
- Étymologiquement, le mot géographie ne peut concerner que la description d'éléments terrestres. Mais on peut étendre son sens à l'Univers, et considérer comme noms propres les noms particuliers des différents corps célestes, planètes, étoiles, etc. :

La Terre (en tant que planète), le Soleil (en tant que soleil ou étoile, du Système solaire), la Lune (en tant que satellite de la Terre), Jupiter, Mercure, Pluton, Vénus…
Mais certains considèrent que la terre, le soleil, la lune, même en tant que corps célestes, ne sont pas des noms propres (cf. Limites de la notion ci-dessous).

### Noms de périodes historiques
Les périodes et évènements historiques uniques, lorsqu'ils ne sont pas de simples repères chronologiques, sont le plus souvent considérés comme des noms propres. On notera qu'il s'agit, dans la grande majorité des cas, de variétés d'antonomase du nom commun : 
La Réforme (de Luther), la Renaissance (celle du XVIe siècle), la Révolution (celle de 1789), l'Occupation (allemande de 1940 à 1945), etc.

### Titres d'œuvres
Les titres des œuvres d'art (littéraires, musicales, picturales…) sont nécessairement des noms propres : 
Les Misérables (roman de Victor Hugo), la Fantastique (symphonie d'Hector Berlioz), La Joconde (tableau de Léonard de Vinci), etc.
Aux titres d'œuvres, on peut associer les noms de marques : Renault, Scotch, Panzani, Wonder, etc.

### Limites de la notion
La notion de nom propre déborde du cadre de la seule langue française. Par exemple, les germanophones (qui pourtant mettent une majuscule à tous les noms, noms propres aussi bien que noms communs) savent parfaitement distinguer le nom propre du nom commun. 
Cependant, si les noms individuellement affectés aux animés (humains, animaux, divinités…) peuvent être universellement considérés comme des noms propres, pour le reste, de nombreuses hésitations autorisent à penser que dans la définition du nom propre, il existe une certaine part de convention pouvant varier d'une langue à une autre.
- Par exemple, en français, alors que chaque élément céleste (planète, étoile…) porte un nom propre (Vénus, Mercure, Jupiter…), la lune, le soleil et la terre sont souvent considérés comme des noms communs. Pourtant, lorsqu'on dit « La lune tourne autour de la terre, et la terre, autour du soleil » est-ce que ces noms ne pourraient pas légitimement être considérés comme des noms propres, au même titre que Vénus, Mercure, Jupiter… ?

- Imaginons que vous décidiez de créer dans votre ville une association pour la défense de la pêche à la ligne. Cette association, vous la baptisez, tout simplement : « association pour la défense de la pêche à la ligne » : ce syntagme nominal, nom commun à l'origine, est-il oui ou non devenu un nom propre par antonomase ? En français, les noms d'associations, de partis politiques, de mouvements, d'institutions, d'écoles, d'organismes officiels… sont parfois considérés comme des noms propres, d'autres fois, comme des noms communs (L'Académie française : nom propre ou nom commun ?).

- En 1948, les usines Citroën sortent un modèle de voiture appelé deux-chevaux [orthographe non garantie] qui sera fabriquée à plusieurs millions d'exemplaires. Il ne fait aucun doute que Citroën est bien un nom propre, mais deux-chevaux en est-il un ou pas ?

- Nous avons vu que les périodes et évènements historiques sont considérés comme des noms propres (cependant, des noms tels que Moyen Âge ou Antiquité, sont parfois considérés comme des noms communs). Tout au contraire, les éléments résultant d'un découpage chronologique « objectif » sont généralement considérés comme des noms communs : dates, jours, mois, années, siècles, ères… C'est ainsi que la Révolution française, en tant qu'évènement historique est bien un nom propre, tandis que l'an mille-sept-cent quatre-vingt-neuf, en tant que simple repère chronologique, est un nom commun, alors que métonymiquement, ces deux ensembles désignent le même référent.

- Dans la discipline informatique du traitement automatique des langues, les noms propres sont associés aux entités nommées et sont d'une importance particulière pour de nombreuses applications (par exemple, la recherche d'informations).

## Le nom propre dans l'orthographe française

### Nom propre et majuscule
La caractéristique orthographique du nom propre en français est l'emploi obligatoire de la majuscule.
Cependant, il faut se garder de confondre, d'une part, la frontière séparant le nom propre du nom commun, d'autre part, celle séparant le nom avec une majuscule du nom sans majuscule. En effet, si tout nom propre prend obligatoirement la majuscule, il existe un certain nombre de noms, qui quoique écrits (ou pouvant être écrits) avec une majuscule, n'en sont pas pour autant des noms propres. La question de la majuscule est donc avant tout une convention orthographique propre à telle ou telle langue. 
Il peut arriver que par erreur, on omette la majuscule d'un nom qui en exige une (un nom propre ou un nom commun), mais il est beaucoup plus fréquent que, toujours par erreur, on écrive avec une majuscule un nom commun qui n'en exige pas. Afin de réduire ce type d'abus, les usages orthographiques de la langue française tentent de délimiter de manière stricte le domaine des noms communs à majuscule. Cependant, les contours de cet inventaire ne sont pas toujours très nets, et il est parfois délicat de déterminer si tel nom doit ou non recevoir une majuscule, surtout lorsque l'on est en présence d'un ensemble. C'est pourquoi, en cas de doute sur cette question, on ne saurait trop recommander de recourir à un dictionnaire.
- Les gentilés, c'est-à-dire les noms désignant les habitants d'un pays, d'une région, d'une ville, etc., s'écrivent avec une majuscule :

Les Français, la Canadienne, des Parisiens, un Provençal, une Asiatique…
- Les noms des descendants d'une dynastie, également :

Les Capétiens.
Ce nom commun pluriel désigne les personnes appartenant à une même descendance, tandis que, par exemple, « Hugues Capet » désigne une personne déterminée (donc, un nom propre), et que « les Capet » désigne un ensemble de personnes portant le même patronyme (donc, un nom propre avec ellipse).
Ici encore, certains conservent la forme de l'adjectif substantivé, et écrivent donc, sans majuscule :
Les capétiens.
- Parfois, la majuscule permet d'opérer une discrimination entre deux sens d'un même mot. C'est ainsi qu'on pourra distinguer l'Histoire (la discipline de l'historien, branche des sciences humaines) d'une histoire (un récit quelconque). Mais encore une fois, la majuscule du mot « Histoire » ne fait pas de celui-ci un vrai nom propre.

- Enfin il n'est pas rare que, par emphase, certains auteurs mettent une majuscule à un nom commun qu'ils veulent mettre en valeur ou sur lequel ils entendent attirer l'attention du lecteur :

Étude sur le Romantisme
Pour : « Étude sur le romantisme ».

### La question des ensembles
Lorsqu'un mot composé ou qu'un syntagme doit être considéré comme un nom propre, il convient de déterminer quels éléments doivent prendre une majuscule. 
On rencontre parfois un certain nombre de mots d'origine étrangère, comportant au moins une majuscule au sein d'un mot composé agglutiné, par exemple des noms de personne (« DePalma ») ou des noms de marques (« PowerPC »). En français cependant, cet usage n'est pas suivi, et ceci même au sein des acronymes : 
Benelux
Et non : BeNeLux
En conséquence, la question de l'emploi des majuscules ne concernera que les composés à traits d'unions, les composés détachés (les locutions) ou les syntagmes. Le problème de l'emploi des majuscules dans les titres d'œuvres peut être associé à cette étude.
Un nom propre conserve habituellement sa majuscule lorsqu'il fait partie d'un nom composé ou d'un syntagme : 
Le conseil régional de Bourgogne [syntagme nominal]
Le Vase de Soissons [locution nominale]
En Amérique du Nord, un nom de famille français existe souvent en deux ou trois formes ne différant que par l'espace et la majuscule. Par exemple, la forme traditionnelle « La Fontaine », la forme moderne « Lafontaine », et la forme anglicisée « LaFontaine ». Ces formes anglicisées sont rares au Québec, courantes dans le reste du Canada et très répandues dans les régions des États-Unis où il y a beaucoup de descendants de Canadiens français.

### Majuscules dans les syntagmes nominaux
Quand un nom propre prend la forme d'un syntagme nominal, on a, d'une part, un nom générique (ou caractérisé), d'autre part, un mot spécifique (ou caractérisant). Le générique est un nom commun, donc, écrit sans majuscule, tandis que le spécifique (nom ou adjectif) a valeur de nom propre, et s'écrit par conséquent avec une majuscule :
La ville de Paris.
Le syntagme nominal « ville de Paris » est composé du nom commun « ville » (le générique) et du nom propre « Paris » (le spécifique), ce dernier étant introduit par la préposition « de ».
Le mont Blanc.
Le syntagme nominal « mont Blanc » est composé du nom commun « mont » (le générique) et de l'adjectif caractérisant « Blanc » (le spécifique). Mais on écrira : « le massif du Mont-Blanc », dans lequel « Mont-Blanc » cette fois, n'est plus un syntagme, mais un composé à trait d'union, jouant le rôle de nom propre spécifique caractérisant le nom commun générique « massif », et formant avec lui le syntagme nominal « massif du Mont-Blanc ». Ce syntagme désigne, non plus le sommet (le mont Blanc), mais toute la montagne.

### Majuscules dans les locutions nominales
Quand un nom propre prend la forme d'une locution nominale (résultant le plus souvent de la fixation d'un ancien syntagme nominal), on met une majuscule au premier nom (l'ancien nom noyau) : 
Une organisation mondiale : les Nations unies
Une organisation française : l'Académie royale de langue et littérature française
- Si ce nom noyau est précédé d'épithètes antéposées, celles-ci prennent aussi une majuscule :

La deuxième partie de la Bible : le Nouveau Testament
Une période historique : le Moyen Âge
- Mais il existe de nombreuses exceptions ou hésitations, car il n'est pas toujours facile de distinguer la locution nominale du syntagme nominal :

La Côte d'Azur, le Val de Loire, l'Asie Mineure, le Bassin parisien, le Massif central, le Pays basque (ou le Pays Basque), les îles Britanniques (ou les Îles Britanniques), la Montagne noire (ou la Montagne Noire), la Seconde Guerre mondiale (ou la seconde guerre mondiale), etc.

### Majuscules dans les composés à traits d'union
Quand un nom propre prend la forme d'un mot composé à traits d'union, tous les éléments de ce composé prennent généralement une majuscule, sauf les mots-outils (déterminants, pronoms, mots de liaison) : 
Les États-Unis, la Haute-Volta, le Nouveau-Mexique, le Royaume-Uni…
Bourg-en-Bresse, Châlons-sur-Marne, Aix-la-Chapelle, Labastide-d'Armagnac…
Notre-Seigneur, le Sacré-Cœur, Saint-Jean [Un village / une église / une fête]…

### Majuscules dans les titres d'œuvres
Il faut souligner au préalable qu'un titre faisant en quelque sorte partie de l'œuvre elle-même, l'auteur peut utiliser sa liberté artistique pour la graphie de ce titre, qu'il convient bien sûr de respecter, même si celle-ci paraît irrégulière : 
Titre d'un jeu de rôle : SimulacreS
Les usages en matière de titres d'œuvres (un livre, un film, un tableau, etc.) sont les suivants.
- Lorsque le titre n'est pas comparable à un syntagme nominal, seul le premier mot de ce titre, même si ce mot est un article, prend habituellement une majuscule (en dehors des noms propres) : 
Titre d'un poème de Paul Verlaine : Donc, ce sera par un clair jour d'été…
Titre d'un film de Sergio Leone : Et pour quelques dollars de plus
- Lorsque le titre est comparable à un syntagme nominal, les mots suivants (toujours, en dehors des noms propres), prennent habituellement une majuscule : 
  - Le premier mot du titre (parfois cependant, l'article initial peut ne pas porter de majuscule) :

Titre d'une chanson de Charles Trenet : Le Jardin extraordinaire ou le Jardin extraordinaire
Titres de journaux : Le Figaro, Le Monde, L'Humanité ou le Figaro, le Monde, l'Humanité
  - Le nom noyau ou les noms noyaux (s'il y en a plusieurs de coordonnés) :

Titre d'une fable de La Fontaine : Le Chien à qui on a coupé les oreilles
Titre d'un poème de Baudelaire : L'Homme et la Mer
  - Toute épithète antéposée au nom noyau.

Titre d'un roman de Saint-Exupéry : Le Petit Prince

Les autres mots (à part les noms propres) ne prennent généralement pas de majuscule.

## Le nom propre engrammaire française
La caractéristique référentielle du nom propre est qu'il n'a pas besoin d'être actualisé. Par ailleurs, le genre et le nombre du nom propre appellent un certain nombre de remarques. 

### Actualisation du nom propre
Le nom propre se confond habituellement avec le référent qu'il désigne, c'est pourquoi, contrairement à ce qui se passe pour le nom commun, le nom propre, d'ordinaire, n'a pas besoin d'être actualisé. Certains noms propres doivent cependant être actualisés au moyen d'un déterminant (actualisation complète au moyen d'un article défini) : 
L'Arc de Triomphe, le Bourgeois gentilhomme, la Seine, la France, le France (le paquebot), la Joconde…
En effet, l'usage d'un déterminant indéfini supposerait qu'on n'est pas en présence d'un nom propre, mais d'un nom collectif de genre ou d'espèce : 
Un arc de triomphe (non plus celui de Paris), un bourgeois gentilhomme (non plus le titre de la pièce Molière)…
Si un nom propre précédé d'un déterminant indéfini conserve malgré tout sa qualité de nom propre, on est en présence d'une figure de style appelée antonomase :
Un cicéron renvoie alors à tout orateur (appelé, ironiquement ou non, à prolonger l'art ou à faire revivre l'excellence de son modèle).

### Nom propre et nombre
Prennent la marque du pluriel
- les noms de certaines familles illustres ou princières :
les Condés, les Capets, les Bourbons, les Stuarts…
mais les noms non francisés restent invariables : les Romanov.
- les noms propres employés comme noms communs :
la France eut ses Césars, ses Catons, ses Pompées… (c'est-à-dire des hommes comme César…)
mais si un article singulier entre dans la composition d'un nom propre, celui-ci reste invariable : des La Fontaine…

Restent au singulier
- les noms désignant une seule famille :
je vais chez les Carnot, les Durand, les Simpson…. Le français se distingue sur ce point de l'anglais (ex : The Simpsons).
- les noms qui ne désignent qu'une seule et même personne :
ici les Joffre, les Fayolle, les Foch, les Pétain…
- les titres de revues, de journaux, de livres :
acheter deux « Almanach du Chasseur français »
deux « Figaro littéraire »…

Peuvent rester au singulier ou se mettre au pluriel
- les noms propres qui désignent des ouvrages célèbres ou des œuvres d'art :
ce musée possède deux Raphaël…
des Titiens, des Rembrandts…

Remarque
- Les noms de marques restent invariables :
acheter deux Peugeot…
boire trois Perrier…[1]

### Nom propre et genre
Le nom propre a normalement un genre, mais il n'est pas toujours facile de déterminer lequel : cette indécision entraîne parfois des difficultés d'accord.
- Lorsque le référent est un animé sexué, le genre du nom propre correspond naturellement au sexe de la personne ou de l'animal :

Claude est gentil. Claude est gentille.
Le prénom « Claude » est mixte, mais l'accord de l'adjectif attribut du sujet (gentil / gentille) impose le genre masculin dans le premier exemple, et le genre féminin dans le second.
- Lorsque le référent est un inanimé (ou, à la rigueur, un animé asexué, ou de sexe inconnu), mais que le nom propre est précédé d'un déterminant défini, c'est naturellement ce déterminant qui impose son genre au nom propre :

La Provence est belle en cette saison.
L'article défini « la » indique le genre féminin du nom propre « Provence » et permet d'accorder correctement l'attribut « belle ».
Remarquons que si le nom propre commence par une voyelle ou un H muet, l'article défini élidé étant mixte (l'), celui-ci n'est plus en mesure d'indiquer le genre du nom qu'il actualise. Ce cas particulier rejoint de fait le cas suivant.
- Lorsque rien n'indique le genre du nom propre, (un inanimé, le plus souvent) on considère le plus souvent que ce nom propre hérite du genre du nom générique englobant le référent du nom propre :

Rome, la ville éternelle. Rome, l'éternelle.
Le nom « ville », est le nom générique du nom propre « Rome ». Ce nom générique permet, explicitement dans le premier exemple, implicitement dans le second, d'accorder au féminin l'adjectif « éternelle ».

## Nom propre et figure de style
Lorsqu'un nom propre fait l'objet d'une figure de style, ses caractéristiques (emploi de majuscule, genre ou nombre) peuvent être modifiées. 

### Personnification
Dans un contexte poétique (ou tout au moins, littéraire), la personnification permet de considérer qu'un élément quelconque, animé ou non (donc, un nom commun), doit être considéré comme un véritable nom propre, désignant souvent une entité imaginaire à laquelle on s'adresse (apostrophe oratoire) :
Viens-tu du ciel profond ou sors-tu de l'abîme, / Ô Beauté ! ton regard, infernal et divin […] (Charles Baudelaire - Les Fleurs du mal, Hymne à la beauté)

### Ellipse
L'ellipse permet parfois de trouver un nom propre inhabituellement actualisé, et demeurant néanmoins un nom propre :
Les Martin sont vraiment très sympathiques.
Pour : « Les porteurs du nom Martin » (autrement dit, les gens que je connais et qui s'appellent ainsi). On notera l'article pluriel et l'absence de S à la fin du nom propre (toujours singulier, comme il se doit).
Tu connais vraiment « la » Claire Chazal ?
Pour : « Tu connais vraiment la célèbre Claire Chazal ? » (autrement dit, Confirme-moi qu'il ne s'agit pas d'un homonyme).

### Métonymie
La métonymie permet parfois à un nom propre de désigner, non plus son référent habituel (unique et déterminé), mais un élément contigu en relation avec ce nom propre :
Nous trouvâmes ce jour-là une Méditerranée singulièrement agitée.
Le nom propre « Méditerranée » ne désigne pas son référent habituel (la mer Méditerranée), mais un état (susceptible de changer) de cette même mer (autrement dit Ce jour-là, la Méditerranée était singulièrement agitée.).
Le Paris qu'il fréquente est un Paris très mondain.
Les deux occurrences du nom propre « Paris » (qui normalement n'a pas à être actualisé) désignent une certaine société dans la ville de Paris (autrement dit « Les gens qu'il fréquente à Paris sont des gens très mondains. »).

### Antonomase
L'antonomase est la figure permettant de passer du nom propre au nom commun et réciproquement. 
En effet, les deux groupes distincts, comprenant, les noms communs d'une part, et les noms propres d'autre part, ne sont pas tout à fait étanches : des figures de style comme la métonymie, la synecdoque ou la métaphore peuvent faire passer un nom d'un groupe à l'autre. De tels passages sont la source de nombreuses confusions.
- Lorsqu'une antonomase aboutit à la création d'un nom propre, celui-ci prend normalement une majuscule :

Le Nouveau Monde
Antonomase par périphrase, désignant « l'Amérique ».
- Lorsqu'une antonomase aboutit à la création d'un nom commun, si le scripteur est conscient du lien avec la personne, il saura qu'il est en présence d'un nom propre et qu'il a procédé à une ellipse ; sinon, il pensera être en présence d'un nom commun, voire d'un simple adjectif :

Quel sacrilège : jeter un tournedos Rossini à la poubelle !
Antonomase par métonymie. Le nom « poubelle » est devenu un véritable nom commun autonome, s'écrivant par conséquent sans majuscule. Ce qui vaut sans doute mieux pour M. le préfet de Paris, Eugène Poubelle, qui à la fin du XIXe siècle interdit le jet des ordures sur la voie publique et imposa l'utilisation d'un récipient. Le tournedos Rossini est un tournedos à la mode de M. Rossini ; le lien avec le compositeur gourmet est connu : on est en présence d'une ellipse plus que d'une antonomase.
Nous craignons que cet homme politique ne soit qu'un nouveau Staline (= un dictateur).
Antonomase par métaphore. La majuscule est conservée car le lien avec le nom propre originel est conscient.
- Lorsque la chose désignée par son nom commun est assez rare, dans un certain contexte, ce nom commun devient pratiquement un nom propre :

La république est un régime fort commun, mais nous avons notre propre République !